# Georg Vilhelm Lyng
Georg Vilhelm Lyng (født 24. marts 1827 i Suldal, død 19. maj 1884 i Kristiania) var en norsk filosof.
Lyng blev student 1845 og tog filologisk embedseksamen 1851. I 1858 blev han knyttet til Kristiania Universitet som stipendiat i filosofi, tog doktorgraden ved sit skrift Studier over Schelling (1866) og blev professor i filosofi ved universitetet 1869. Det er fornemmelig 3 mænd, som har øvet indflydelse på hans tænkning: Grundtvig, Kierkegaard og Hegel. Den sidstes indflydelse var den overmægtige; Lyng sluttede sig tidlig til det Hegelske system, påvirket af sin lærer M.J. Monrad. Indflydelsen fra Grundtvig kommer især frem i hans religionsfilosofiske værker Hedenskabets Levnetsløb (1866) og Jødedommen (1867); hovedpunkterne i grundtvigianismen har han forsvaret i et lidet skrift Grundtvigianismen og Skrifttheologien (1872). Det er hævdelsen af den kristne religions menneskelighed, som først og fremmest tiltaler ham i grundtvigianismen; det gode er lige så vel en naturmagt i mennesket som det onde. Det naturlige menneske kommer frelsesåbenbaringen i møde med sine længsler og sin glæde i det gode og skønne. Kristendommen indeholder den højeste løsning af kulturudviklingens egne Tanke- og Livsproblemer. Det er denne levende sammenhæng mellem det jordiske og det himmelske, som har fundet sit udtryk også i den Hegelske tankeudvikling, og her er altså for ham det forbindende mellem grundtvigianismen og hegelianismen. Det guddommelige er genstand for menneskelig forståelse, og ud fra sit Hegelske standpunkt siger han i sine senere år, at det evige og guddommelige forholder sig til det timelige, som inden for timeligheden selv et lavere standpunkt forholder sig til det højere. "Det er altsaa den samme Stige, hvorpaa vor Betragtning her paa Jorden stiger fra det lavere til det højere, der ogsaa tjener den som Himmelstige". Der er i de nævnte religionsfilosofiske skrifter ofte en åndfuld, digterisk opfattelse og meget, som giver indblik i en dybt anlagt personlighed, et levende følelsesliv, som kæmper fremad mod tankens klarhed. Han ser religionerne som personlige livsstadier i menneskehedens levnedsløb.
Da Lyng efteråret 1869 som professor begyndte sine forelæsninger for de unge studenter, foredrog han et eget system, en personlighedsfilosofi. Påvirket af Kierkegaard viste han de forskellige stadier i personlighedens udvikling og deres dialektiske overgang i hverandre. Han gik frem efter den Hegelske metode og forbandt med sit system den Hegelske logik og naturfilosofi. Han lod imidlertid snart dette system falde for senere helt at bruge sine kræfter til en genrejsning af hegelianismen. Lyngs hovedværk er Grundtankernes System (3 bind, 1882—87), en udførlig fremstilling af den Hegelske logik. Forfatteren finder, at logikken inden for den Hegelske skole har taget en afgjort subjektivistisk og formalistisk retning; den er gået over til en sofistisk forflygtigelse af al sandhed, til en opvisning af formel skarpsindighed. I modsætning hertil vil han vise den Hegelske logiks realistiske karakter, dens virkelighedsgehalt. Logikken skal være "et virkeligt Instrument til Sandhedens Erkendelse, til alle vigtige Spørgsmaals Løsning". Han bruger derfor de Hegelske kategorier til at løse tidens brændende spørgsmål. Når den Hegelske logiks realistiske karakter først bliver erkendt, mener forfatteren, at tidens realistiske filosofi vil forsone sig med den og tage den som forløsning af hele tidens filosofiske trang. Lyng stod altid i livlig forbindelse med udenlandske tænkere og gjorde stadig rejser til udlandet. Det var, som han stadig lå på udkig for at få det første gry af det store omslag i Europas tænkning, han gik og ventede på. Lyng har også skrevet en række mindre afhandlinger, især til den græske filosofis historie. En samling, som omhandler samtidsforhold, har han udgivet under titlen Afhandlinger og Kritikker (1880).